# 康威 (威尔士)

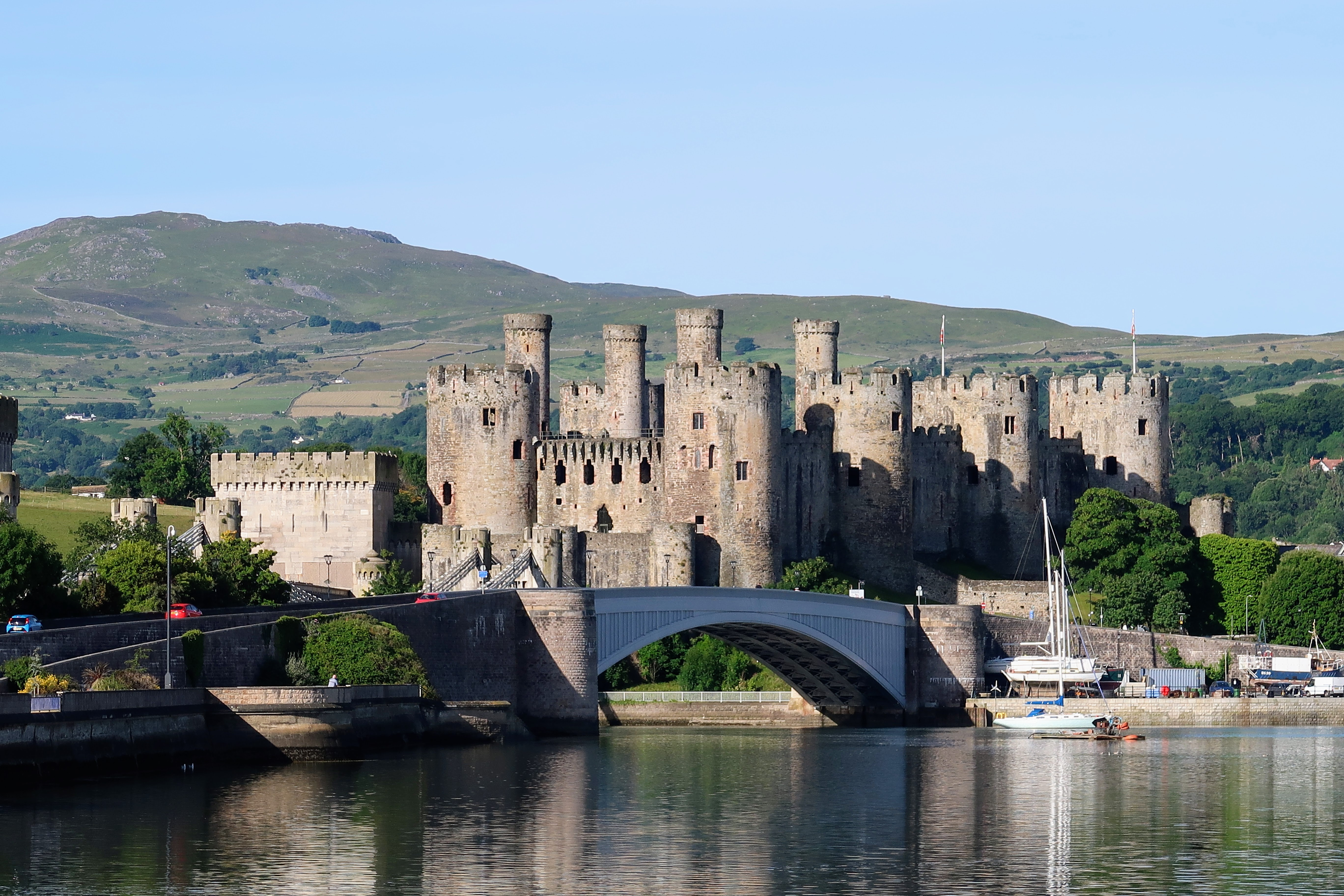
座落於康威河伴的康威城堡

康威（英语，/ˈkɒnwi/，威爾斯語發音：[ˈkɔnʊɨ] ⓘ）是英國威爾斯的一座城鎮，位於康威自治市，也是愛爾蘭海沿岸的港口。 據2001年英國人口普查，康威有人口14,208人。康威以康威城堡而聞名，是一座頗受歡迎的觀光城市。除了康威城堡之外，康威還擁有康威城牆和康威教堂等景點。

## 外部連結
维基共享资源上的相關多媒體資源：康威
- A Vision of Britain Through Time （页面存档备份，存于）
- British Listed Buildings （页面存档备份，存于）
- Conwy River Festival （页面存档备份，存于）
- Conwy Town Tourism Association （页面存档备份，存于）
- Genuki （页面存档备份，存于）
- Geograph （页面存档备份，存于）
- International Database and Gallery of Structures
- Office for National Statistics
- The Sychnant Pass （页面存档备份，存于）
- Welcome to Conwy （页面存档备份，存于）